# المرة (تونس)
المُرّة هي إحدى قرى ولاية تطاوين بالجنوب التونسي وتتبع إداريا معتمدية الصمار. وتبعد 40 كلم عن مركز مدينة الصمار.
1. ↑  "المناطق الترابية (العمادات) حسب الولايات والمعتمديات". اطلع عليه بتاريخ 2024-11-30.